# Croton floribundus
Espèce
Classification APG III (2009)
Croton floribundus est une espèce de plantes à fleurs du genre Croton et de la famille des Euphorbiaceae. C'est un arbre présent au Brésil.

## Synonymes
- Oxydectes floribunda (Spreng.) Kuntze
- Croton asper Desv. ex Baill.
- Croton maracayuensis Chodat & Hassl.
- Croton floribundus var. piauhyensis  Rizzini

## Remarque
Croton floribundus Spreng. ne doit pas être confondue avec Croton floribundus Lund ex Didr., nom illégitime synonyme de Croton urticifolius Lam.